# Jevgenij Prigožin
Jevgenij Viktorovič Prigožin (rusky Евгений Викторович Пригожин; 1. června 1961 Leningrad – 23. srpna 2023 Kuženkino, Tverská oblast) byl ruský oligarcha z okruhu Vladimira Putina, přezdívaný „Putinův šéfkuchař“. Vlastnil síť restaurací, cateringovou firmu Concord Catering a firmu Concord Management Consulting, jejímž prostřednictvím řídil Agenturu pro výzkum internetu, která vede informační válku proti Západu. Vedl soukromou vojenskou Wagnerovu skupinu.
V březnu 2021 ho FBI zařadila na svůj seznam nejhledanějších zločinců a vypsala odměnu 250 000 dolarů na jeho dopadení a zatčení. Evropská unie ho v roce 2020 potrestala zmrazením majetku za porušování zbraňového embarga v Libyi a Tribunál Evropské unie potvrdil, že důkazy o Prigožinově spojení s žoldnéřskou Wagnerovou skupinou jsou dostatečné. V letech 2022 a 2023 se aktivně zapojil do války na Ukrajině jako velitel wagnerovců, přičemž opakovaně kritizoval ruské vojenské velení za zatajování informací, záměrně špatné zásobování jeho vojáků a celkovou neschopnost. 
Dne 21. dubna 2022 Rada Evropy uvalila sankce na Jevgenije Prigožina za jeho podporu ruské vojenské intervence na Ukrajině a účast Wagnerovy skupiny na vojenských operacích na Ukrajině. 
Po předčasně ukončené vojenské vzpouře v Rusku 24. června 2023 se uchýlil do Běloruska. Podle seznamu pasažérů se spolu s Dmitrijem Utkinem nacházel v letadle, které havarovalo v Tverské oblasti 23. srpna 2023. V rozmezí dne až dvou před pádem letadla se měl nacházet v Africe. Podle zprávy vydané ruským vyšetřovacím úřadem bylo jeho tělo identifikováno testem DNA.

## Život

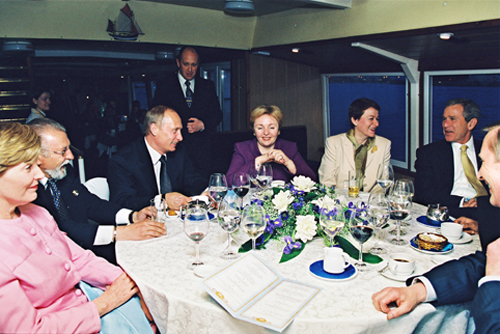
Prigožin (stojící v pozadí) hostil ruského prezidenta Putina a amerického prezidenta George W. Bushe ve své plovoucí restauraci v Petrohradu dne 25. května 2002

Prigožin se narodil a vyrůstal v Leningradu (nyní Petrohrad) v Sovětském svazu dne 1. června 1961. Jeho otec zemřel brzy, a tak jeho matka Violetta Prigožinová podporovala jeho a jeho nemocnou babičku prací v místní nemocnici. Prigožinův otec i nevlastní otec byli židovského původu. Prigožin měl dvě dcery a syna. Až do ruské invaze na Ukrajinu se jeho rodina volně pohybovala po Evropské unii a vedla luxusní život.
Roku 1977 absolvoval sportovní internátní učiliště a věnoval se závodně běhu na lyžích. V 18 letech byl poprvé podmíněně odsouzen za krádež a roku 1981 dostal trest 12 let vězení za loupež v organizované skupině, podvod a zapojení nezletilých do prostituce. Ve vězení strávil 9 let.
Po propuštění roku 1990 začal podnikat se svým nevlastním otcem, nejprve ve stáncích s rychlým občerstvením. Se svým spolužákem z učiliště Borisem Spektorem založil síť supermarketů Kontrast, v níž držel 15% podíl. Když výnosy z tohoto podnikání začaly klesat, založil spolu s ředitelem řetězce Kontrast Cyrilem Ziminovem roku 1995 jednu z prvních luxusních restaurací v Petrohradu, Старая таможня.
Roku 1997 koupil a rekonstruoval starou loď a vytvořil z ní restauraci Nový ostrov, která se stala jedním z nejmódnějších míst v Petrohradu. V létě 2001 zde večeřel Vladimir Putin s francouzským prezidentem Jacquesem Chiracem a Prigožin je osobně obsluhoval. Roku 2002 se zde Putin setkal s americkým prezidentem Georgem W. Bushem a o rok později na lodi Putin slavil své narozeniny. Prigožin od té doby podnikal samostatně v oboru VIP služeb a zajišťoval např. hostinu při prezidentské inauguraci Dmitrije Medveděva roku 2008. Od roku 2009 Prigožin vlastní jedinou soukromou restauraci v budově Ruského parlamentu.
Roku 2010 se Putin osobně zúčastnil otevření Prigožinovy továrny na předměstí Petrohradu Конкорд — кулинарная линия na hotová jídla pro školy. Na její výstavbu poskytla půjčku ve výši 43 mil. dolarů státní Vněšekonombank (která mj. slouží ke krytí finančních operací ruských výzvědných služeb v zahraničí), když celkové náklady činily 53 mil. dolarů. Proti kvalitě školních jídel dodávaných z této výrobny opakovaně protestovali rodiče dětí a od roku 2013 je továrna údajně prázdná a zpustlá.
Prigožin přesunul své podnikání do Moskvy, kde jeho firma také získávala veřejné zakázky na dodávaní jídel do škol. V roce 2015 dodával jídlo do 90 % moskevských škol a školek. V roce 2012 také začal dodávat jídlo pro ruskou armádu, postupně i zde jeho firmy dosáhly na 90 % podíl na dodávkách.
Prigožin se přátelil s Romanem Cepovem, velitelem Putinovy ochranky v Petrohradu v době, kdy zde byl Putin náměstkem primátora (po odchodu Putina do Moskvy střeží Cepova ochranka členy místní petrohradské mafie). Noviny Novaja Gazeta spekulují, že Prigožinův rychlý vzestup může souviset s hráčským byznysem, který spadal do kompetence náměstka primátora. Podle časopisu Forbes byl rovněž přítelem velitele Národní gardy a bývalého velitele prezidentské ochranky Viktora Zolotova. Roku 2012 Prigožinovi lidé vytvořili televizní dokumenty, které měly diskreditovat opoziční vůdce, např. Anatomy of a Protest. Jeho lidé byli nasazeni také do redakcí liberálních médií ve snaze nalézt kompromitující materiály a informace o finančních tocích.

### Agentura pro výzkum internetu
Prigožin roku 2013 založil a prostřednictvím své firmy LLC Concord Management and Consulting řídil a financoval „továrnu trollů“ Internet Research Agency v Petrohradu. Roku 2013 vyslal do USA své lidi, aby tam natočili film o ruských emigrantech, kteří trpí steskem po domově. Založil tehdy projekty posilující ruský vliv na Krymu, v Novoruské oblasti jihovýchodní Ukrajiny a jinde na Ukrajině. Sloužila tomu mj. agentura Kharkiv News Agency, která produkovala proruské zprávy namířené proti Euromajdanu určené ukrajinským uživatelům internetu. V roce 2017 již kontroloval 16 mediálních domů s miliony čtenářů.

### Wagnerova skupina
Podle Tribunálu Evropské unie jsou dostatečné důkazy o Prigožinově spojení s žoldnéřskou Wagnerovou skupinou. V Prigožinově firmě LLC Concord Management and Consulting se podle agentury SPARK-Interfax v roce 2017 stal generálním ředitelem Dmitrij Utkin, do té doby známý jako velitel Wagnerovy skupiny. Tato soukromá bezpečnostní a polovojenská organizace o síle odhadované na 2500 mužů, se zúčastnila bojů v Sýrii a v separatistických regionech na východní Ukrajině. Utkin, jehož bojové jméno „Vagner“ je odvozeno od jména německého skladatele Richarda Wagnera, byl do roku 2013 velitelem brigády speciálních sil ruské tajné služby GRU a poté vedoucím Prigožinovy ochranky v Petrohradu. Vagnerova skupina cvičí nebo cvičila poblíž základny speciálních sil GRU v Krasnodarském kraji a má prakticky stejnou výzbroj. Podle zpráv se Vagnerova skupina v současnosti angažuje v Libyi na straně generála Haftara.
V Sýrii operuje také Prigožinova firma Evro Polis, která dostala smlouvu na 25 % zisku z ropných polí, jež by Vagnerova skupina na její zakázku osvobodila z držení Islámského státu.

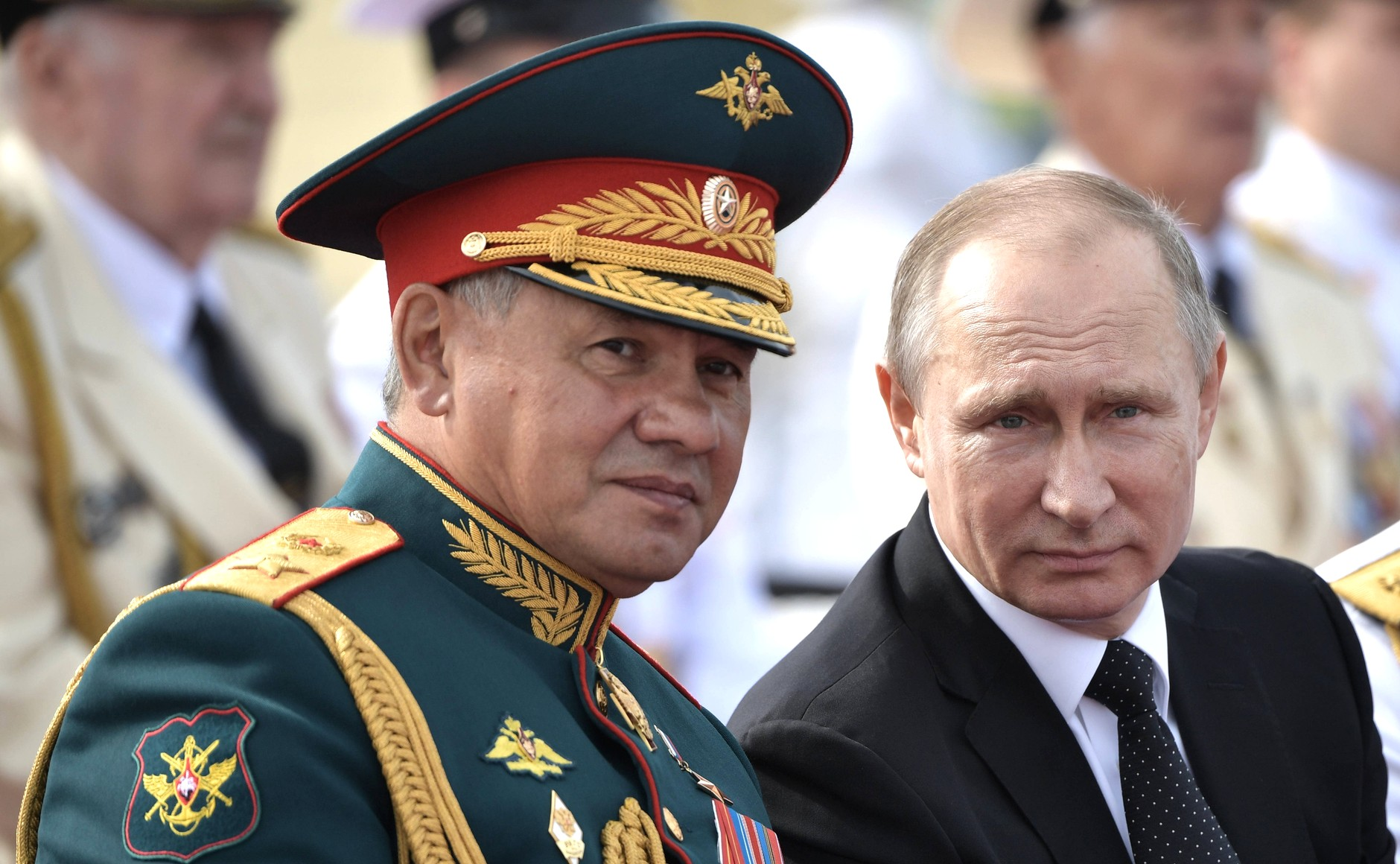
Prigožin se dostal do konfliktu s ruským ministrem obrany Sergejem Šojguem

Dne 26. září 2022 se Prigožin v prohlášení vydaném jeho cateringovou společností Concord veřejně přiznal k založení Wagnerovy skupiny.
Wagnerova skupina hraje významnou roli během ruské invaze na Ukrajinu. S časem stoupalo napětí mezi Prigožinem a vedením ruské armády, které Prigožin za způsob vedení války opakovaně ostře kritizoval. Ministra obrany Sergeje Šojgua a náčelníka generálního štábu Valerije Gerasimova obviňoval z toho, že Wagnerovcům dodávají podstatně méně munice, než jednotka potřebuje. Byl přesvědčen, že jde z jejich strany o snahu skupinu zničit, což přirovnal ke zradě vlasti. Během bitvy o Bachmut, kdy Wagnerovci kvůli nedostatku munice utrpěli vysoké ztráty, Prigožin na adresu Šojgua a Gerasimova přešel ke sprostým nadávkám.
Kritizoval také skutečnost, že zatímco ruští vojáci ve válce umírají, vysoce postavení politici a jejich děti žijí luxusní život. „Snídáte, obědváte a večeříte ze zlatých talířů a posíláte své dcery, vnučky a jejich štěňata na dovolenou do Dubaje, bez jakéhokoliv studu, zatímco ruští vojáci umírají na frontě,“ řekl Prigožin. Jeho vyjádření přišlo poté, co prázdniny v Dubaji strávila dcera Sergeje Šojgua a děti některých politiků jely na dovolenou na Západ.
Ve videu zveřejněném 23. června 2023 Prigožin prohlásil, že zdůvodnění ruské invaze na Ukrajinu bylo založeno na lžích. Obvinil ruské ministerstvo obrany pod vedením Šojgua z oklamání ruské veřejnosti a prezidenta Putina tvrzením, že došlo k „šílené agresi z Ukrajiny a že na nás plánovali zaútočit s celým NATO.“ Prigožin dále prohlásil, že ruské vojenské velení záměrně zatajuje počty vojáků zabitých na Ukrajině a uvedl, že ruské ztráty, včetně zabitých, nezvěstných a zraněných, dosahují někdy až tisíc mužů denně. Obvinil ministra obrany Šojgua, že „zabil tisíce nejschopnějších ruských vojáků v prvních dnech války“ a tisíce dalších použil jako 'potravu pro děla'.
Ruské ministerstvo obrany v reakci na Prigožinovy výroky již dříve varovalo před vytvářením rozkolů, které slouží nepříteli.

#### Vojenská vzpoura
Pod Prigožinovým vedením začala Wagnerova skupina v noci z 23. na 24. června 2023 obsazovat velitelská stanoviště ve Voroněži a Rostově na Donu a vyhlásila boj proti ministerstvu obrany. Ruský prezident Vladimir Putin Prigožinovo jednání označil za vzpouru. V odpoledních hodinách 24. června nicméně došlo za zprostředkování běloruského prezidenta Alexandra Lukašenka k podepsání dohody o smírném urovnání konfliktu. Wagnerova skupina se zastavila 200 kilometrů před Moskvou a zavázala se stáhnout zpět na základny.

#### Smrt
Kolem 20. srpna 2023 pobýval ještě Prigožin v Africe. Následně se přes Moskvu vracel do Petrohradu, pro let do Petrohradu využil služby soukromého dopravce. V letadle Embraer Legacy 600 cestoval společně s Dmitrijem Utkinem, dalšími pěti cestujícími (ochranka a příslušníci Wagnerovy skupiny) a tříčlennou posádkou. Letadlo explodovalo a zřítilo se přibližně 100 km od Moskvy ve Tverské oblasti. Po tomto incidentu se objevily různé spekulace o skutečné podstatě havárie letadla (výbušnina na palubě, sestřelení raketou protivzdušné obrany, totožnost obětí – zdali byl Prigožin na palubě vůbec přítomen) i o motivech (pomsta ruského velení za ozbrojený červnový puč). Prigožinova totožnost byla dle ruských zdrojů ověřena testem DNA. Dne 24. srpna vyjádřil soustrast rodině i prezident Putin.
Prigožin byl pohřben 29. srpna na Porochovském hřbitově v Petrohradě do hrobu, kde jsou pohřbeni i jeho otec a otčím. Obřad proběhl bez účasti veřejnosti a jakékoliv politické či vojenské reprezentace.

## Prigožinovy aktivity v Česku
Již v roce 1995 Prigožin založil v Teplicích se svou manželkou firmu RT – CONSULTING, s.r.o., která existovala až do roku 2016. Čemu se věnovala a zda byla aktivní, není známo.
V dubnu 2017 byla v Praze založena pobočka společnosti LinBurg Industries Ltd., která se tak stala první firmou propojenou s Prigožinem v Evropské unii. Její mateřská společnost, sídlící na Seychelách, se „rozhodla rozšířit svou podnikatelskou činnost na trhy EU, především v její středoevropské části“. Seychelská společnost údajně mimo jiné vlastní soukromé tryskové letadlo Hawker 125-800B, které podnikalo cesty na Blízký východ a do afrických států. V létě 2018 přistálo v hlavním městě Středoafrické republiky – deset dní před tamní vraždou tří ruských novinářů, kteří se chystali natáčet dokument o působení Vagnerovy skupiny v Africe.[zdroj?] Společnost na Seychelách řídí Andrej Juščin, který v posledních letech[kdy?] pracoval jako šéf ochranky v Prigožinově ruském cateringovém holdingu Konkord.[zdroj?]
Pobočka LinBurg Industries Ltd. byla v Česku zaregistrována s pomocí společnosti All4business.cz, která různým firmám nabízí virtuální sídlo a vlastní ji Rus Alexandr Adamov.[zdroj?] Adamov zároveň zaregistroval další dvě firmy spojované s Prigožinem – Concorde Ventures (název připomíná Prigožinovou ruskou cateringovou společnost Konkord) a Wings Trade & Consulting. Všechny tři podnikatelské subjekty byly řízeny lotyšským občanem Ivem Zutisem a měly donedávna sídlo ve stejné budově jako firma All4business.cz na pražských Vinohradech, Blanická 590/3. Ivo Zutis opustil pozici jednatele v české pobočce LinBurg Industries Ltd. v dubnu 2019 a tuto funkci zastává od té doby ruský občan Vitalij Murencov s bydlištěm v Petrohradu.

## Zdroje bohatství

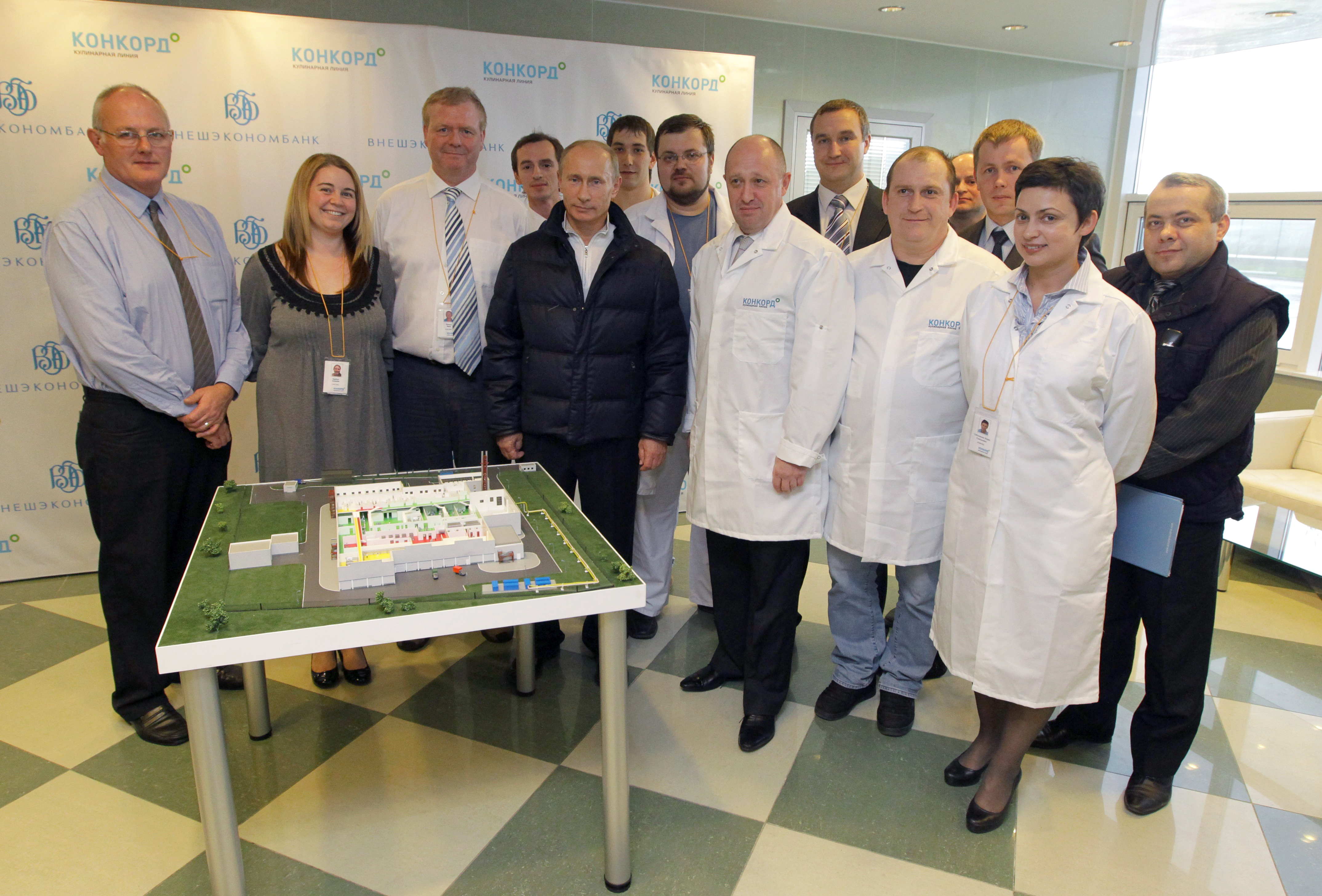
Vladimir Putin při prohlídce jednoho z podniků Jevgenija Prigožina (na fotografii vedle Putina) v roce 2010

Prigožin se díky svému přátelství s prezidentem Putinem stal dodavatelem hotových jídel pro ruské ministerstvo obrany a pro školy v Moskvě. Prigožinovy firmy obdržely v letech 2013–2017 státní zakázky v celkové hodnotě 3,1 miliardy dolarů.[zdroj?] Roku 2010 měl kontrakt s ministerstvem pro mimořádné situace, od roku 2011 dodává jídlo do školních jídelen v Petrohradu. V Moskvě zcela ovládl trh ve školním stravování a postupně převzal konkurenci. Od roku 2012 je dodavatelem jídla pro některé armádní jednotky (roku 2012 v hodnotě 1,2 mld. dolarů). Ministerstvo obrany vytvořilo zvláštní firmu Bydlení a veřejné služby (SU Utilities), která poskytuje kompletní služby pro armádní posádky. Prigožinovy firmy (Megaline a dceřiné sro) postupně získaly kontrakty na zajišťování topení, zdravotní péče, úklid, výstavbu kasáren a mají téměř monopolní postavení v sektoru veřejných zakázek Ministerstva obrany.
Od roku 2011 získaly Prigožinovy firmy přinejmenším 5393 státních kontraktů v celkové hodnotě 209 miliard rublů (= 3,2 miliardy dolarů). Skutečný počet kontraktů může být vyšší, protože Prigožin část svého podnikání ukryl v neprůhledných sítích vlastnických vztahů. Roku 2017 navíc premiér Dmitrij Medveděv vydal vládní výnos, kterým povolil agentuře Voentorg a jejím subdodavatelům skrýt informace o jejich kontraktech s armádou z důvodu ochrany národní bezpečnosti. Několik těchto subdodavatelů firmy Voentorg (MTC, Piščevik, Obščepit, Merkurij, ASP) je spojeno s Prigožinem. Systém funguje tak, že o zakázku se uchází více firem, ale všechny mají stejného vlastníka a zastupuje je stejný právník, často mají stejného ředitele, adresu a e-mailovou schránku.
Prigožin se roku 2012 přestěhoval do své petrohradské rezidence, kde měl k dispozici heliport. Kromě toho vlastnil soukromé tryskové letadlo a jachtu o délce 37 m. Jeho majetek byl odhadován na více než jednu miliardu dolarů. V USA je stíhán za financování a organizaci operací, jejichž cílem je zasahovat do politických procesů a voleb, včetně voleb prezidenta USA v roce 2016 a za další kriminální činy, včetně krádeže osobních údajů.

## Mediální ocenění
15. září 2023, u příležitosti novoročního svátku Roš ha-šana, zařadil deník The Jerusalem Post Prigožina mezi padesátku nejvýznamnějších Židů. (Třebaže „pod čarou“ na 52. místě — 51. byla izraelská vlajka.)